# 姚天福
姚天福（1230年—1302年），字君祥，元朝绛州稷山（今山西稷山县）人。
其父姚居实，避兵迁居雁门。姚天福幼年读《春秋》，通大义。开始担任县吏，以才能被征辟为怀仁县丞。至元五年（1268年），御史台初建，为架阁管勾。不久，至元十一年（1274年）担任监察御史。曾经廷折权臣，条奏阿合马之罪，被赐名“巴儿思”（蒙古语，虎），说他不畏强悍如虎。曾弹劾御史台二大夫，并上奏诛戮。南宋灭亡后，担任淮西道按察使，铲除豪猾将吏。转任湖北道按察使，揭发省臣贪赃之事。再转任辽东、山北等处按察使，劝民种植。历任刑部尚书、陕西肃政廉访使、真定总管等职。所到之处，查处贪官，整顿吏治，平反冤案，名闻一时。大德四年（1300年）为参知政事、大都路总管，兼大兴府尹。后病故。其子姚祖舜，官至秘书监著作郎；姚侃，官至内藏库副使。